# Mortágua Futebol Clube
O Mortágua Futebol Clube é um clube de futebol português, com sede na vila de Mortágua, distrito de Viseu. Foi fundado em 1937 e o seu presidente atual é António Gomes.
O clube joga em casa no Campo de Jogos da Gandarada e participa no Campeonato de Portugal.

## Ligas
- 1992 - 1993: III Divisão, Série C (10.ª lugar, 32 pts., 10 v.)
- 1993 - 1994: III Divisão, Série C (13.ª lugar, 34 pts., 14 v.)
- 1994 - 1995: III Divisão, Série C (17.ª lugar, 24 pts., 7 v.), rebaixamento
- 2005 - 2006: 1 divisão da Associação de Futebol de Viseu (13.ª lugar, 34 pts.)
- 2006 - 2007: 1.ª divisão da Associação de Futebol de Viseu
- 2010 - 2011: 1.ª divisão da Associação de Futebol de Viseu (1.º lugar - Zona Sul)